# Новая Царичанка
Новая Царичанка (укр. Нова Царичанка) — село, относится к Белгород-Днестровскому району Одесской области Украины. Протекает река Каплань.
Население по переписи 2001 года составляло 849 человек. Почтовый индекс — 67724. Телефонный код — 4849. Занимает площадь 2,73 км².

## Местный совет
67724, Одесская обл., Белгород-Днестровский р-н, с. Новая Царичанка, ул. Советская, 36